# Абрамцево (остановочный пункт)
Абра́мцево — остановочный пункт Ярославского направления Московской железной дороги в одноимённом селе Сергиево-Посадского района Московской области.

## История и расположение
Расположен в 57 километрах от Ярославского вокзала города Москвы.
Построен не позднее 1948 года. До 1954 года носил название 57 км. Две боковые платформы.
Остановочный пункт был реконструирован в 1990-х годах. В результате платформа по направлению к Москве сдвинута на юг относительно противоположной. За её северным концом видны остатки старой платформы. Турникеты отсутствуют. Кассы отсутствуют. Есть автоматы для печати предварительных проездных билетов.
У платформы два выхода: в северном торце к музею-заповеднику «Абрамцево» и к гаражному кооперативу в черте города Хотькова, восточный выход с платформы от Москвы к гаражному кооперативу.

## Название
Название происходит от села Абрамцева и одноимённого музея-заповедника, соединённого с остановочным пунктом пешеходной дорожкой, ведущей через лес.

## Конструкция и оформление
Конструкция навеса от дождя отлична от типовых конструкций, применявшихся для оборудования ОП участка Софрино — Сергиев Посад и стилизована под крышу древнерусской избы.